# Hemmige, Mandya
Hemmige là một làng thuộc tehsil Mandya, huyện Mandya, bang Karnataka, Ấn Độ.